# Argura
Argura (en griego antiguo: Ἆργουρα)  es una ciudad griega antigua de Eubea. Estaba situada en el territorio de Calcis, pero su exacta ubicación se desconoce. Geyer la sitúa al norte de esta ciudad. Knoepfler la identifica con la actual Lefkandi en el estuario del río Lelas. Tritle ubica sus restos en la colina de Vrachos en Vasiliko.
Harpocración y Esteban de Bizancio le atribuyen el estatus de polis, para Hansen y Nielsen fue un asentamiento sin evidencias de que lo tuviera.